# Maurice Sachs
Maurice Sachs (nacido Maurice Ettinghausen, 16 de septiembre de 1906, París - 14 de abril de 1945, Alemania) fue un escritor francés,  hijo de una familia judía de joyeros.

## Biografía
Sachs fue educado en un internado de tipo inglés, vivió durante un año en Londres y trabajó en una librería, y luego regresó a París.
En 1925 se convirtió al catolicismo y decidió convertirse en sacerdote, aunque esto no duró mucho al conocer a un joven en la playa de Juan-les-Pins.
Después de su participación en una serie de actividades dudosas, viajó a Nueva York, donde se hizo pasar por un comerciante de arte. Volviendo a París, se asoció con los principales escritores homosexuales de la época - Cocteau, Gide y Max Jacob - con todos los cuales tuvo relaciones tormentosas cuya naturaleza es incierta.
Trabajó en varias ocasiones para Jean Cocteau y Coco Chanel, robándoles a ambos.
Sachs fue movilizado en el inicio de la Segunda Guerra Mundial, pero fue destituido por mala conducta sexual. Durante los primeros años de la ocupación, hizo dinero al ayudar a las familias judías a escapar a la zona no ocupada. También pudo haber sido informante de la Gestapo. Posteriormente fue encarcelado en Fuhlsbüttel.

## Muerte
Una de las historias acerca de la muerte de Sachs es que fue linchado por otros presos y que su cuerpo fue arrojado a los perros.

## Obras
- Alias, 1935. ISBN B0000DQN60.
- Au Temps du Boeuf sur le Toit, 1939 e 2005. ISBN 2-246-38822-8.
- André Gide, 1936. ISBN B0000DQN0W.
- Chronique joyeuse et scandaleuse (Crónica alegre y escandalosa), Corrêa, 1950. ISBN B0000DS4FF.
- Correspondence, 1925-1939, Gallimard, París 2003 ISBN 2-07-073354-8.
- Histoire de John Cooper d'Albany (La historia de John Cooper de Albany), Gallimard, París 1955. ISBN B0000DNJVG.
- La décade de l'illusion (El Decenio de la Ilusión), Gallimard, París 1950. ISBN B0000DL12G.
- Le Sabbat. Souvenirs d'une jeunesse orageuse , París 1946. ISBN 2-07-028724-6. (El sabbat. Recuerdos de una juventud tormentosa. Cabaret Voltaire, 2015. ISBN 978-84-942185-9-0)
- La chasse à courre (La cacería), Gallimard, París 1997 ISBN 2-07-040278-9.
- Tableaux des moeurs de ce temps (Tabla de Modales de esta época), Gallimard, París 1954. ISBN B0000DL12I.